# Quercus hemisphaerica
Quercus hemisphaerica Bartram ex Willd. – gatunek roślin z rodziny bukowatych (Fagaceae Dumort.). Występuje naturalnie w południowo-wschodnich Stanach Zjednoczonych – w Alabamie, Arkansas, na Florydzie, w Georgii, Luizjanie, Missisipi, Karolinie Północnej, Karolinie Południowej, Teksasie oraz Wirginii. 

## Morfologia
PokrójZimozielone drzewo dorastające do 35 m wysokości.
LiścieBlaszka liściowa jest skórzasta i ma kształt od owalnego do eliptycznego lub lancetowatego. Mierzy 3–12 cm długości oraz 1–4 cm szerokości, jest całobrzega lub ząbkowana przy wierzchołku, ma nasadę od zaokrąglonej do klinowej i wierzchołek od tępego do spiczastego. Ogonek liściowy jest nagi i ma 1–5 mm długości.
OwoceOrzechy zwane żołędziami o kształcie od jajowatego do półkulistego, dorastają do 11–13 mm długości i 12–18 mm średnicy. Osadzone są pojedynczo w miseczkach w kształcie kubka, które mierzą 3–10 mm długości i 10–14 mm średnicy. Orzechy otulone są w miseczkach do 25–35% ich długości.

## Biologia i ekologia
Rośnie w zaroślach oraz na brzegach rzek, na terenach nizinnych.